# Wasted (serie televisiva)
Wasted è una serie televisiva commedia britannica composta da 6 episodi. È stata scritta e creata da Jon Foster e J.D. Lamont per E4. Sono stati inizialmente trasmessi due episodi il 26 luglio 2016. Lo stile della serie è stato comparato a quello di Spaced.

## Trama
Dopo aver fallito nella carriera da DJ, Kent ritorna nel suo paese natale Neston Berry (un immaginario villaggio del West Country situato vicino a Yeovil) dove si riunisce con i suoi compagni di scuola: Morpheus, Sarah e Alison. Risiedono allo "Stoned Henge", un negozio dove si vende erba e si fanno tatuaggi ed è inoltre il luogo dove hanno delle avventure allo scopo di sconfiggere la noia (la maggior parte delle volte ubriacandosi). Sean Bean interpreta lo spirito guida di Morpheus, una versione "fictionalizzata" di se stesso ma vestito come i personaggi da lui interpretati Boromir e Ned Stark, protagonisti della saga de Il Signore degli Anelli e della serie televisiva Il Trono di Spade.

## Cast
- Danny Kirrane interpreta Morpheus, co-proprietario dello 'Stoned Henge' bong shop.
- Rose Reynolds interpreta Sarah, sorella di Morpheus, co-proprietaria del negozio che vuole vedere il mondo.
- Gwyneth Keyworth interpreta Alison, tatuatrice e oggetto dei desideri di Morpheus.
- Dylan Edwards interpreta Kent, un ragazzo che ha lasciato l'università e che è tornato nella sua città natale dopo aver perso tutti i suoi soldi.
- Sean Bean interpreta una versione di se stesso di spirito guida che mischia Boromir e Ned Stark.
- Tom Canton come Holy Man, uno spacciatore e fidanzato di Alison.
- Jamie Demetriou come Alistair, proprietario di un altro pub.